# Morimopsini
Morimopsini – plemię chrząszczy z rodziny kózkowatych i z podrodziny zgrzypikowych. 

## Zasięg występowania
Przedstawiciele tego plemienia występują w Afryce, południowej i wschodniej Azji, na Nowej Gwinei oraz w Ameryce Południowej.

## Systematyka
Do Morimopsini należy 221 gatunków i 48 rodzajów:

- Aconodes
- Anerpa
- Anexodus
- Apomempsis
- Apomempsoides
- Borneostyrax
- Bulbotrachystola
- Centruropsis
- Dolichostyrax
- Dolophrades
- Dorcadiopsis
- Eurystyrax
- Falsotrachystola
- Haploparmena
- Kenyavelleda
- Lamiodorcadion
- Laoechinophorus
- Lepromoris
- Microdolichostyrax
- Microdorcadion
- Mimodorcadion
- Mimogrynex
- Mimolophioides
- Mimovelleda
- Monoxenus
- Morimidius
- Morimopsis
- Niphoparmena
- Obages
- Opsies
- Pantilema
- Paralamiodorcadion
- Paramonoxenus
- Parmenolamia
- Paroriaethus
- Petromorphus
- Polytuberotum
- Protilema
- Protilemoides
- Pseudhepomidion
- Pseudobrimus
- Pseudomonoxenus
- Sinodorcadion
- Sinomimovelleda
- Somatovelleda
- Stenoparmena
- Trichodorcadion
- Tuberolamia